# Kościół św. Urbana w Duivendrechcie
Kościół św. Urbana w Duivendrechcie (hol. Sint Urbanuskerk) – kościół rzymskokatolicki w Duivendrechcie przy ulicy Rijksstraatweg 230, zbudowany w 1878. Położony na południowym krańcu wsi przy dworcu kolei i metra Duivendrecht.
Kościół prowadzony jest przez księży werbistów, a od 2003 parafii przewodniczy diakon Theo van Stiphout. W 2019 funkcjonowały w nim dwa chóry – rodzinny związany ze wspólnotą Emanuel oraz profesjonalny chór św. Cecylii. 

## Historia
Historię kościoła jego obecni użytkownicy odnoszą do utworzenia kaplicy misyjnej w 1350 i pozwolenia na odprawianie mszy w tym miejscu wydanego przez Piusa II w 1461. W czasie wojny o niepodległość Niderlandów (26 maja 1578) Amsterdam wprowadził protestantyzm jako religię oficjalną, zabraniając publicznych praktyk katolickich, a członkowie Kościoła katolickiego Duivendrechtu zaczęli uczęszczać do kościoła w Diemen. Od tamtejszej parafii odłączyli się w 1652, organizując własną kaplicę w jednym z domów. W 1840 była ona już zniszczona, a wierni postanowili wybudować nowy kościół. Pozostałości starego znajdują się w plebanii wybudowanej na jego miejscu w 1843 (ul. Rijksstraatweg 232). W tym czasie powstały planu budowy kolei, której linia miała przebiegać przez teren kościoła, ale udało się temu zapobiec. W 1858, kilka lat po reaktywacji oficjalnych struktur kościoła katolickiego w Holandii, erygowano parafię pod wezwaniem św. Urbana. Nowy kościół zbudowano w 1878, a jego poświęcenie nastąpiło 16 lipca 1879. Na przełomie lat 70. i 80. XX wieku budynek kościoła i plebanii były zagrożone w związku z budową dworca metra i kolei, jednak udało się ją przeprojektować, zachowując te budynki.

## Architektura

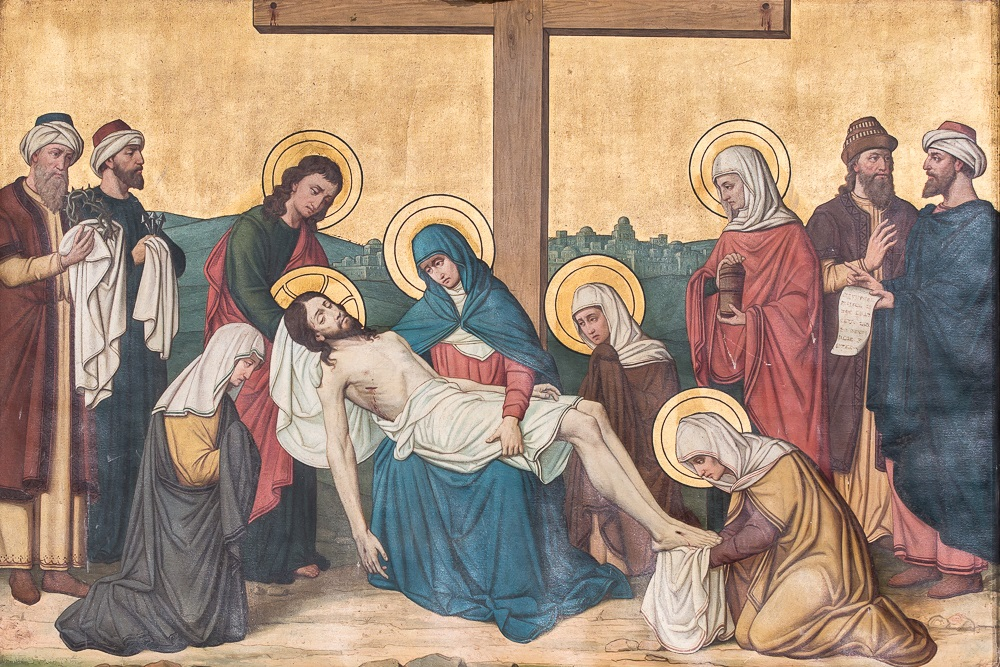
Fragment drogi krzyżowej we wnętrzu

Charakterystyczną cechą kościoła są dwie wieże, co jest rzadko spotykane w holenderskich kościołach tej rangi. Rozmach ten wynika z ambicji budującego kościół księdza Laurenta, który chciał, aby jego świątynia miała wieżę wyższą niż wybudowany nieco wcześniej kościół św. Urbana w Ouderkerk aan de Amstel. Utrzymanie tak wysokiej wieży nie byłoby jednak możliwe ze względu na grząskie podłoże i ostatecznie wybudowano dwie niższe, choć ich koszt i tak wyczerpał znaczną kwotę, przez co na budowę reszty kościoła i jego wystrój zabrakło dostatecznej ilości funduszy. Każda składa się z trzech członów i jest zwieńczona hełmem. Nie są one zupełnie bliźniacze. Według tradycji, fundusze na budowę jednej z nich zbierały parafianki, a drugiej parafianie i te pierwsze zebrały większą kwotę, więc ich wieża jest nieco wyższa. Dzwony odlano w jednej z najstarszych holenderskich ludwisarni – Petit & Fritsen w Aarle-Rixtel. W oknach znajdują się witraże odpowiadające rzeźbom usuniętym w latach 60. XX wieku i są oznakowane inicjałami fundatorów. Stacje drogi krzyżowej zawierają cytaty ze Starego Testamentu. W kościele znajduje się ambona z XVIII wieku.
Kościół z plebanią są częścią ścieżki dydaktycznej prowadzącej wzdłuż zabytków Duivendrechtu. W 2012 roku złożono wniosek o uznanie ich za zabytek krajowy, który został odrzucony. Po odwołaniu w 2013 podtrzymano tę decyzję. Ministerstwo argumentowało odmowę tym, że plebania i kościół reprezentują styl neoromański i dorobek Theo Asselera, który wówczas był już wystarczająco objęty ochroną w skali kraju. Podważono również krajowy wymiar zespołu budynków kościelnych i dwóch gospodarstw uznanych za zabytki rangi państwowej Anthoniushoeve i Sophiahoeve. W związku z tym w 2018 władze gminy Ouder-Amstel nadały kościołowi i plebanii status zabytku gminnego.